# A Very Potter Musical
A Very Potter Musical (originalnamn: HP: The Musical) är en musikal med manus  av Matt Lang, Nick Lang, och Brian Holden, och musik av Darren Criss och A.J. Holmes. Musikalen är en parodi på Harry Potter-böckerna  Harry Potter och de vises sten, Harry Potter och den flammande bägaren, Harry Potter och Halvblodsprinsen och Harry Potter och dödsrelikerna, alla av J.K. Rowling.
Musikalen sattes upp på University of Michigans campusområde 9–11 april 2009. Den producerades av Team Starkid, och regisserades av Matt Lang. I slutet av juni 2009 lades hela musikalen upp på YouTube. Den blev snabbt populär, med miljontals visningar. Musikalen togs dock ned från sidan ett litet tag för censurering och namnbyte för att de skulle slippa bli stämda. Musikalen blev så populär att Team Starkid uppförde flera andra musikaler, bland dem uppföljarna A Very Potter Sequel (2010) och A Very Potter Senior Year (2012).

## Skådespelarna och deras rollfigurer
| Skådespelare     | Roll                           |
| ---------------- | ------------------------------ |
| Darren Criss     | Harry Potter                   |
| Joey Richter     | Ron Weasley                    |
| Bonnie Gruesen   | Hermione Granger               |
| Lauren Lopez     | Draco Malfoy                   |
| Jaime Lyn Beatty | Ginny Weasley                  |
| Joe Walker       | Lord Voldemort                 |
| Dylan Saunders   | Albus Dumbledore               |
| Brian Rosenthal  | Quirinus Quirrell              |
| Joe Moses        | Severus Snape                  |
| Britney Coleman  | Bellatrix Lestrange            |
| Tyler Brunsman   | Cedric Diggory Cornelius Fudge |
| Devin Lytle      | Cho Chang                      |
| Richard Campbell | Neville Longbottom             |
| Julia Albain     | Vincent Crabbe                 |
| Sango Tajmia     | Lavender Brown                 |
| Jim Povolo       | Gregory Goyle Rumble-Roar      |
| Lily Marks       | Pansy Parkinson Molly Weasley  |

## Musikalnummer
| Akt 1 - "Goin' Back to Hogwarts" – Harry Potter, Ron Weasley, Hermione Granger, Cedric Diggory, Draco Malfoy, Albus Dumbledore, Hogwartseleverna - "Different As Can Be" – Lord Voldemort, Quirinus Quirrell - "Ginny's Song" – Harry Potter - "Harry" – Ginny Weasley - "Different As Can Be" (Repris) – Lord Voldemort, Quirinus Quirrell - "Hey Dragon" eller "The Dragon Song" – Harry Potter, Den Ungerska Taggsvansen - "Ginny's Song Reprise (Cho's Song)" – Harry Potter - "Granger Danger" – Ron Weasley, Draco Malfoy - "To Dance Again!" – Lord Voldemort, Quirinus Quirrell, Dödsätarna | Akt 2 - "Pigfarts, Pigfarts Here I Come...." – Draco Malfoy - "Missing You" – Harry Potter, Quirinus Quirrell, Lord Voldemort - "Not Alone" – Ginny Weasley, Harry Potter, Ron Weasley, Hermione Granger - "Voldemort is Goin' Down" – Ron Weasley, Hermione Granger, Hogwartseleverna - "Not Alone" – Alla skådespelarna |

- En annan version av "Granger Danger", som är framförd av Darren Criss, spelas under sluttexterna av YouTube-versionen av musikalen.

## Utveckling
Medan Nick Lang och några andra elever på University of Michigan läste Harry Potter och den flammande bägaren diskuterade de möjligheten att Draco Malfoy kan vara förälskad i Hermione Granger eftersom han konstant retar henne. Den diskussionen ledde till skapandet av låten "Granger Danger", och det i sin tur ledde till ett förslag om en Harry Potter-musikal..